# Bénigne Morel
Bénigne Morel est un maître écrivain français, actif à Besançon au début du XVIIe siècle.

## Œuvres
- Exemplaria latinus characteribus ac italicis confecta quibus potest etiam velociter et perquam legibiliter scribi lingua germanica, Besançon (?), 1605 (?), 32 pl. (Chicago NL : Wing ZQ 639.M 816).

Six planches sont reproduites dans Tschichold 1949 pl. 74-79.